# Maagd (sterrenbeeld)

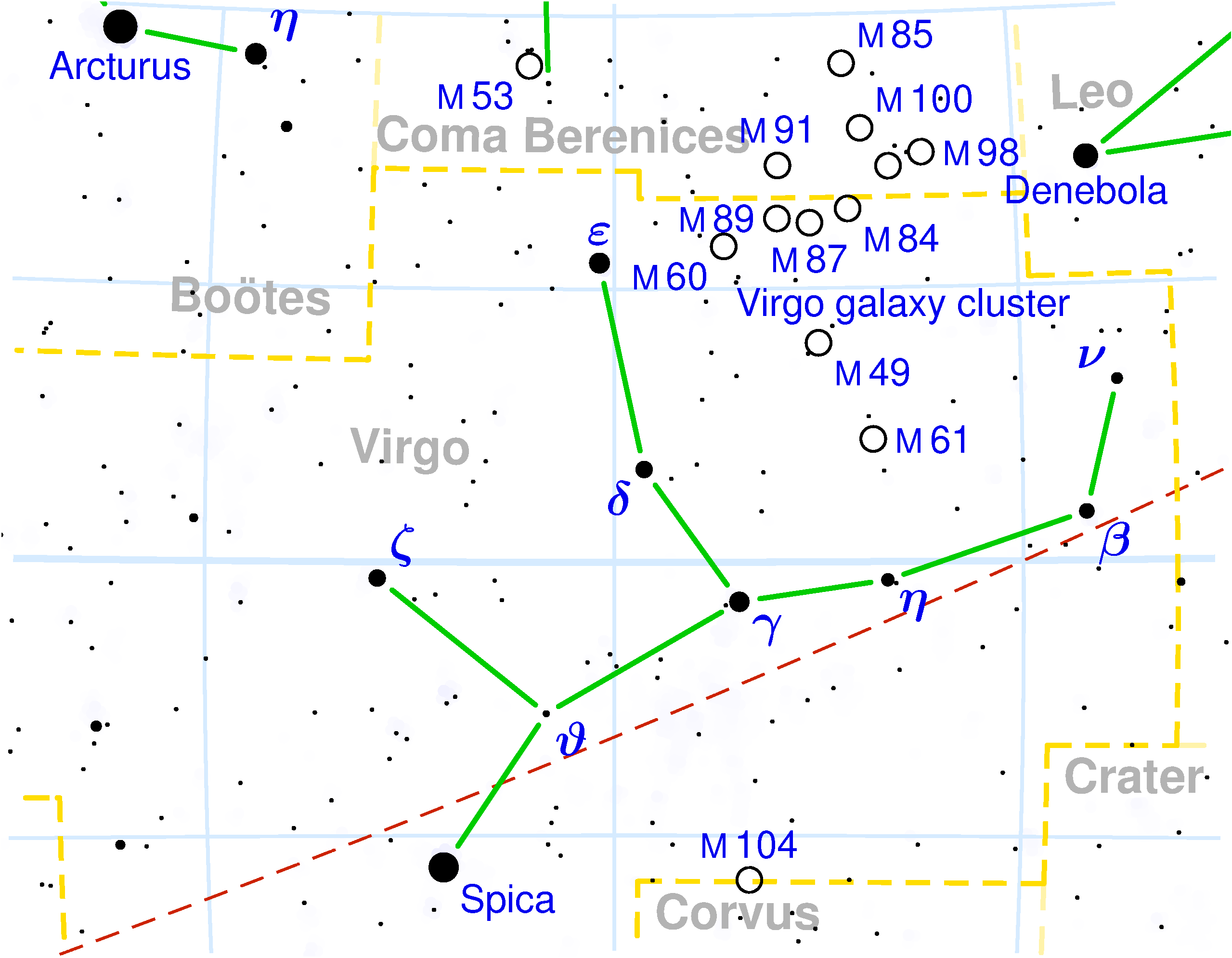
Kaart van het sterrenbeeld Maagd.

Maagd (Virgo, afkorting Vir) is een sterrenbeeld aan de hemelequator, liggende tussen rechte klimming 11u35m en 15u08m en tussen declinatie 14° −22'. Het maakt deel uit van de ecliptica en is dus ook een teken van de dierenriem, de zon staat hier elk jaar van 16 september tot 31 oktober.

## Sterren
(in volgorde van afnemende helderheid)
- Spica (α, alpha Virginis)
- Vindemiatrix (ε, epsilon Virginis)
- Heze (ζ, zeta Virginis)
- Auva (δ, delta Virginis)
- Zavijah (β, beta Virginis)
- Porrima (γ, gamma Virginis)
- Rijl al Awwa (μ, mu Virginis)
- Zaniah (η, eta Virginis)
- Syrma (ι, iota Virginis)
- 70 Virginis is een van de eerste (1996) zonachtige sterren waarbij een exoplaneet ontdekt werd. Volgens sommigen is het waarschijnlijker dat het hier om een bruine dwerg gaat.

## Wat er verder te zien is
- In het noordelijk gedeelte van het sterrenbeeld zijn vele extragalactische stelsels te vinden, de zogenaamde Virgocluster. Daar bevindt zich ook de radiobron Virgo A.
- SS Virginis is een typische koele koolstofster (Cool Carbon Star), en is daarmee een van de meest roodkleurige sterren waarneembaar m.b.v. amateurtelescopen. De locatie van SS Virginis is een tweetal graden noord-volgend op de ster η Virginis (Eta Virginis, Zaniah).
- Van 7 tot 18 april, met een maximum op 12 april lijkt de meteorenzwerm de Virginiden uit dit sterrenbeeld te komen.

## Beste moment voor observatie
De Maagd is na de Waterslang het grootste sterrenbeeld maar kan toch vrij moeilijk te herkennen zijn doordat er behalve Spica maar weinig heldere sterren deel van uitmaken. In het algemeen is voor de meeste waarnemers de beste periode voor observatie april tot juni. De beste tijd om deze sterrengroep te zien is eind mei omstreeks negen uur 's avonds.

## Aangrenzende sterrenbeelden
(met de wijzers van de klok mee)
- Hoofdhaar (Coma Berenices)
- Leeuw (Leo)
- Beker (Crater)
- Raaf (Corvus)
- Waterslang (Hydra)
- Weegschaal (Libra)
- Ossenhoeder (Boötes)